# 20 de setembro
20 de setembro é o 263.º dia do ano no calendário gregoriano (264.º em anos bissextos). Faltam 102 dias para acabar o ano.

## Eventos históricos

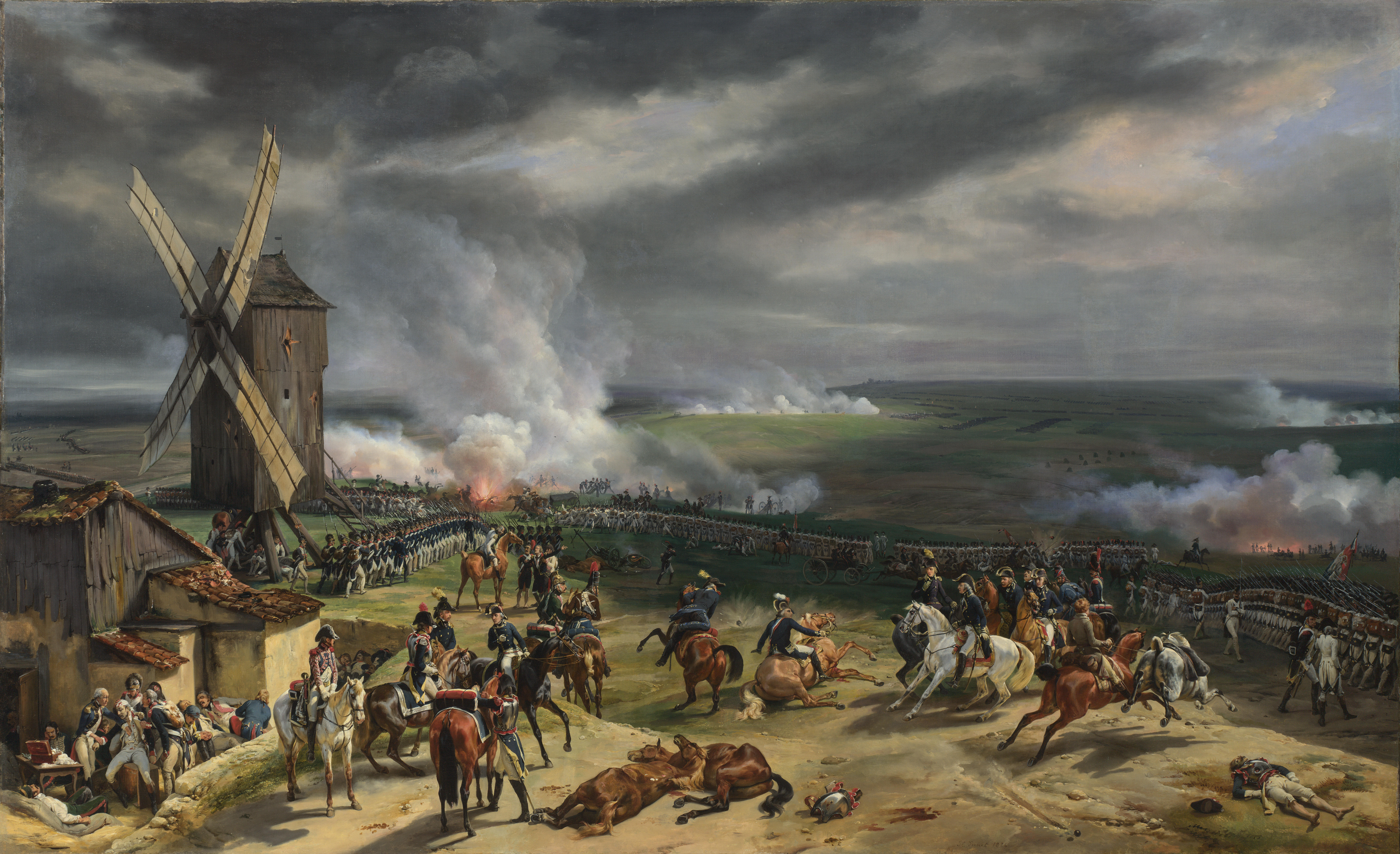
1792: Batalha de Valmy

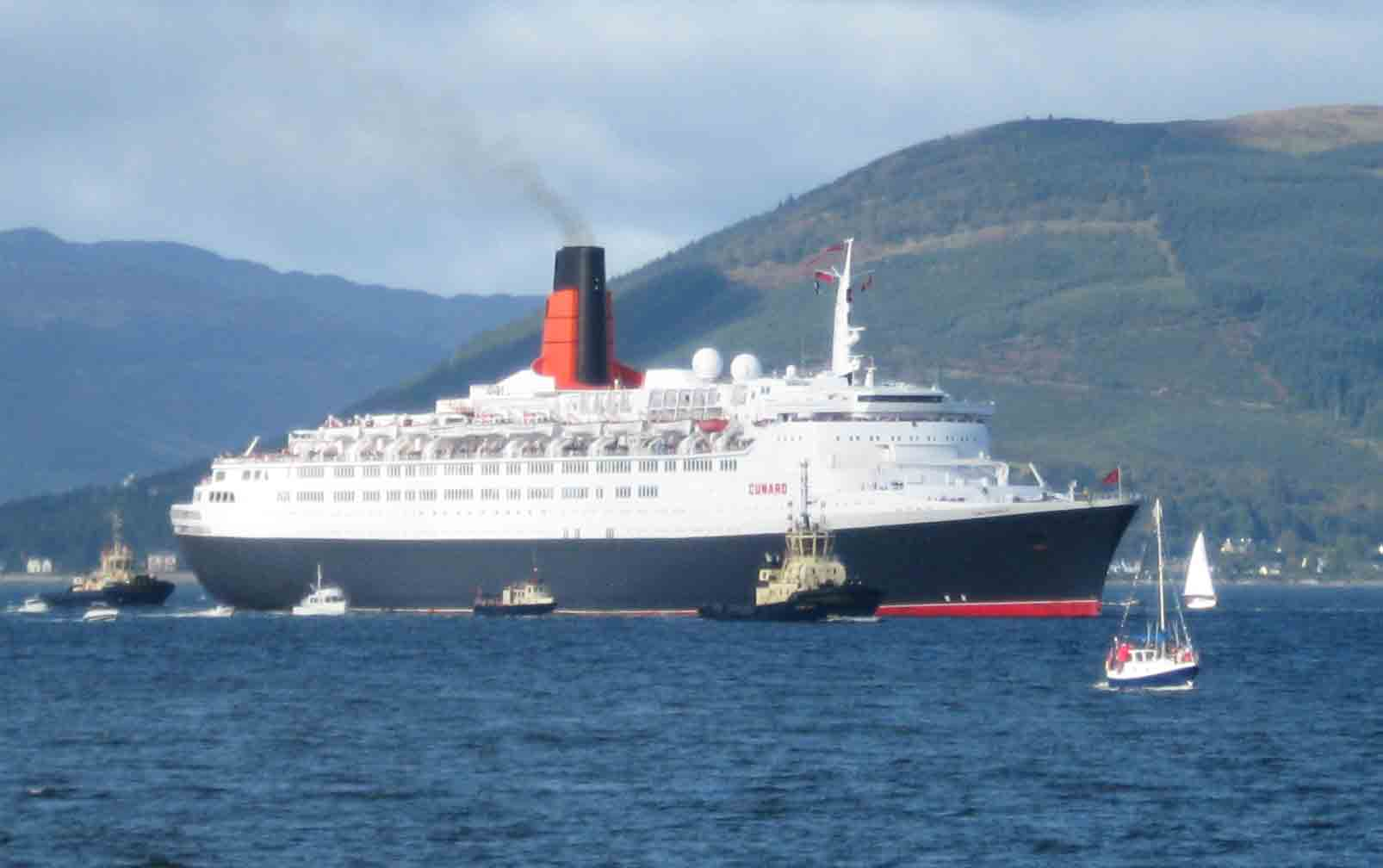
1967: Lançamento do Queen Elizabeth 2

- 331 a.C. — Alexandre, o Grande inicia sua travessia ao rio Tigre para enfrentar o Império Aquemênida.
- 0537 — Transladados para o Vaticano, os restos mortais do Papa Agapito I, também conhecido como Santo Agapito.
- 1058 — Inês da Aquitânia e André I da Hungria se reúnem para negociar sobre a zona de fronteira na atual Burgenland.
- 1066 — Na Batalha de Fulford, Haroldo III da Noruega derrota os condes Morcar e Eduíno.
- 1187 — Saladino inicia o Cerco de Jerusalém.
- 1260 — Começa a Grande Revolta Prussiana entre os antigos prussianos contra os Cavaleiros Teutônicos.
- 1276 — Eleição do Papa João XXI. Único papa português da história.
- 1378 — Eleição do Antipapa Clemente VII em oposição a Urbano VI: início do Grande Cisma do Ocidente.
- 1519 — Fernão de Magalhães inicia, a partir de Espanha, aquela que seria a primeira viagem de circum-navegação do mundo.
- 1602 — A cidade holandesa de Grave, controlada pelos espanhóis, capitula diante de um exército holandês e inglês sitiante sob o comando de Maurício de Orange.[1]
- 1697 — O Tratado de Rijswijk é assinado pela França, Inglaterra, Espanha, Sacro Império Romano e República Holandesa, encerrando a Guerra dos Nove Anos.
- 1792 — Guerras revolucionárias francesas: tropas francesas impedem uma invasão aliada da França na Batalha de Valmy.
- 1835 — Revolução Farroupilha: Entrada, em Porto Alegre, pelos Farroupilhas, vencendo o Combate da Ponte da Azenha.
- 1854 — Guerra da Crimeia: tropas britânicas e francesas derrotam os russos na Batalha de Alma.
- 1857 — A Rebelião Indiana termina com a retomada de Deli por tropas leais à Companhia Britânica das Índias Orientais.
- 1870 — O corpo de Bersaglieri entra em Roma através da Porta Pia e completa a unificação da Itália.
- 1898 — Santos Dumont realiza primeiro voo de um balão com propulsão própria.
- 1906 — O RMS Mauretania, da Cunard Line, é lançado em Newcastle upon Tyne, Inglaterra.
- 1910 — É lançado o transatlântico SS France, mais tarde conhecido como "Versalhes do Atlântico".
- 1911 — O RMS Olympic, da White Star Line, colide com o navio de guerra britânico HMS Hawke.
- 1941 — O Holocausto na Lituânia: os nazistas lituanos e a polícia local iniciam uma execução em massa de 403 judeus em Nemenčinė.[2]
- 1946 — O primeiro Festival de Cinema de Cannes é realizado, tendo sido adiado sete anos devido à Segunda Guerra Mundial.
- 1955 — É assinado o Tratado sobre as Relações entre a URSS e a RDA.
- 1960
  - Inaugurada a TV Cultura, uma rede de televisão pública brasileira sediada em São Paulo.
  - Benim, Burkina Faso, Camarões, Chipre, Congo, República Democrática do Congo, Costa do Marfim, Gabão, Madagascar, Nigéria, República Centro-Africana, Somália, Chade e Togo são admitidos como Estados-Membro da ONU.
- 1961 — O general grego Konstantinos Dovas torna-se primeiro-ministro da Grécia.
- 1965 — Após a Batalha de Burki, o Exército Indiano captura Dograi durante a Guerra Indo-Paquistanesa de 1965.[3]
- 1966 — Guiana é admitida como Estado-Membro da ONU.
- 1967 — Lançamento do Queen Elizabeth 2 em Clydebank, Escócia.
- 1971 — Tendo enfraquecido após atingir a Nicarágua no dia anterior, o furacão Irene recupera força suficiente para ser renomeado como furacão Olivia, tornando-se o primeiro furacão conhecido a cruzar do Oceano Atlântico para o Pacífico.[4]
- 1977 — Djibouti e Vietnã são admitidos como Estados-Membro da ONU.
- 1979 — Um golpe de Estado apoiado pela França no Império Centro-Africano depõe o imperador Bokassa I.
- 1982 — Os jogadores de futebol americano começam uma greve de 57 dias durante a temporada da NFL de 1982.
- 1990 — A Ossétia do Sul declara independência da Geórgia.
- 1999 — Libertação de Timor-Leste pelas forças da ONU.
- 2001 — Em um discurso em uma sessão conjunta do Congresso americano, o presidente dos Estados Unidos, George W. Bush, declara "Guerra ao Terror".
- 2011 — As forças armadas dos Estados Unidos encerram sua política de "não pergunte, não conte", permitindo que homens e mulheres abertamente homossexuais ou bissexuais ingressem no serviço militar.
- 2017 — O Furacão Maria chega a Porto Rico como um poderoso furacão de categoria 4, resultando em 2 975 mortes, 90 bilhões de dólares em danos e uma grande crise humanitária.
- 2018 — Balsa tanzaniana naufraga no Lago Vitória, matando ao menos 227 pessoas.
- 2019 — Início das greves globais contra as mudanças climáticas em 150 países como parte dos protestos da iniciativa Fridays for Future.

## Nascimentos

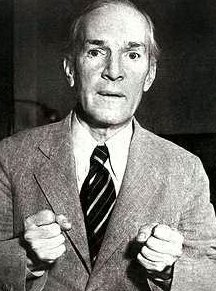
Upton Sinclair

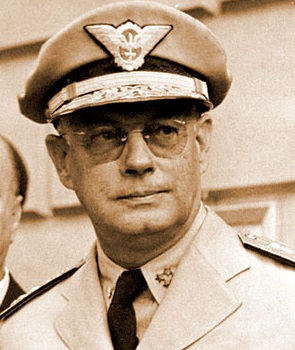
Eduardo Gomes

Castelo Branco

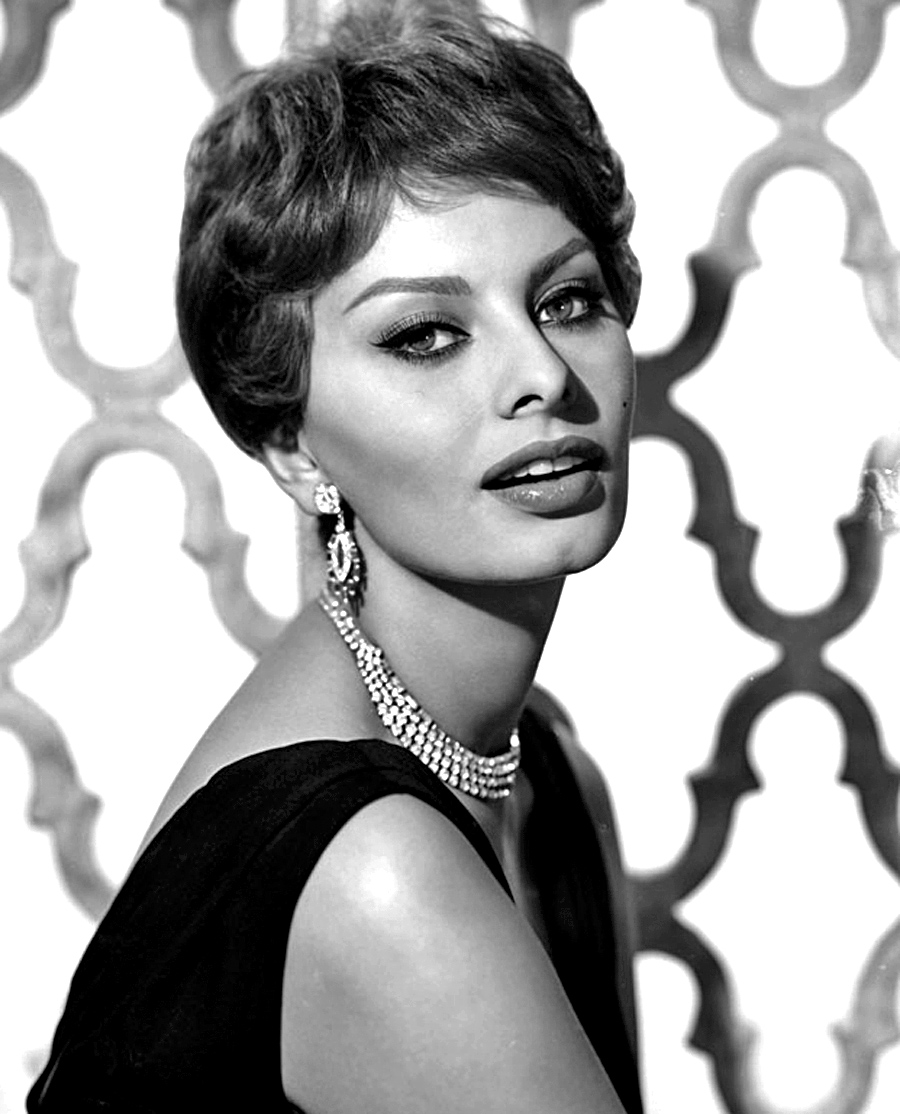
Sophia Loren

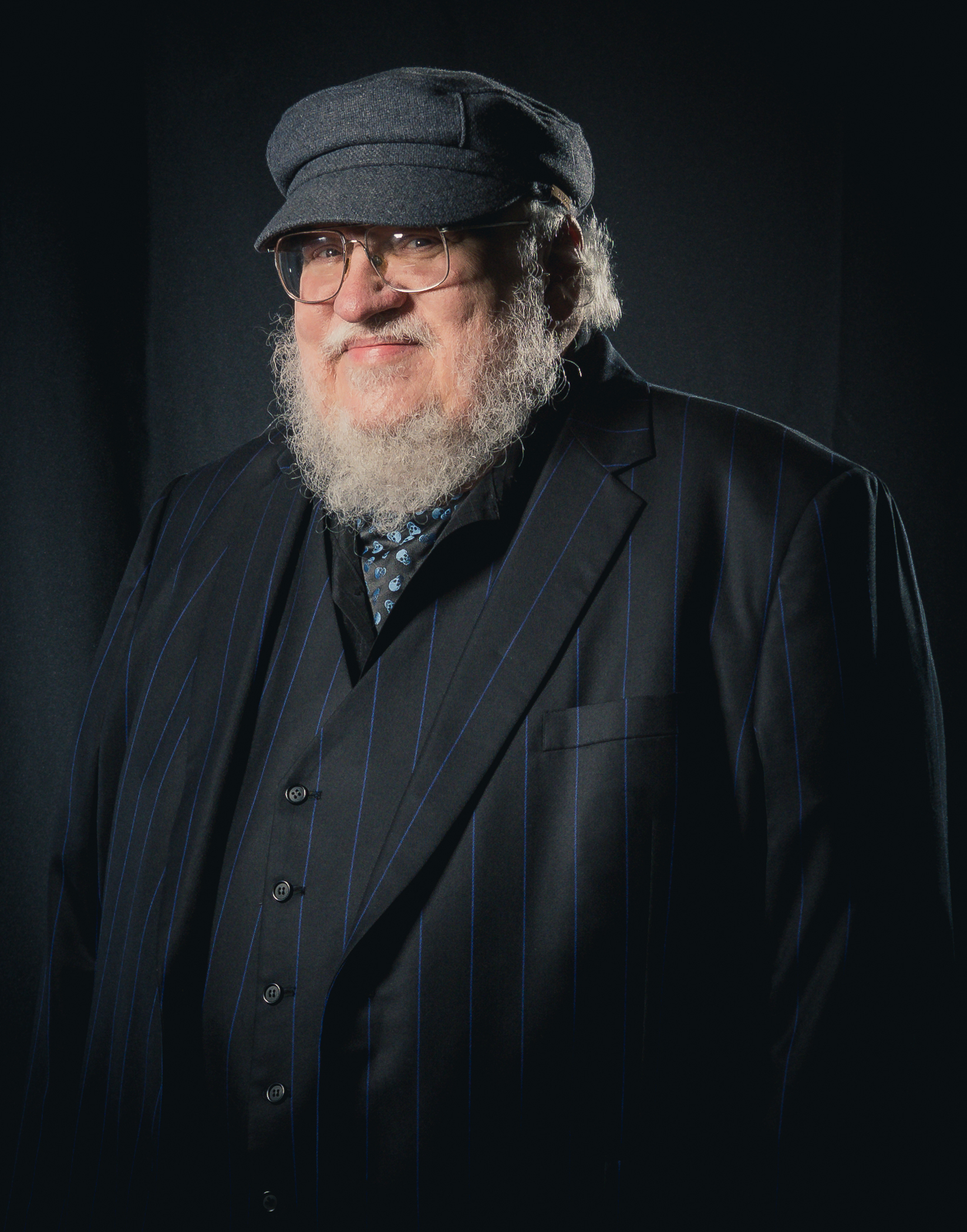
George R. R. Martin

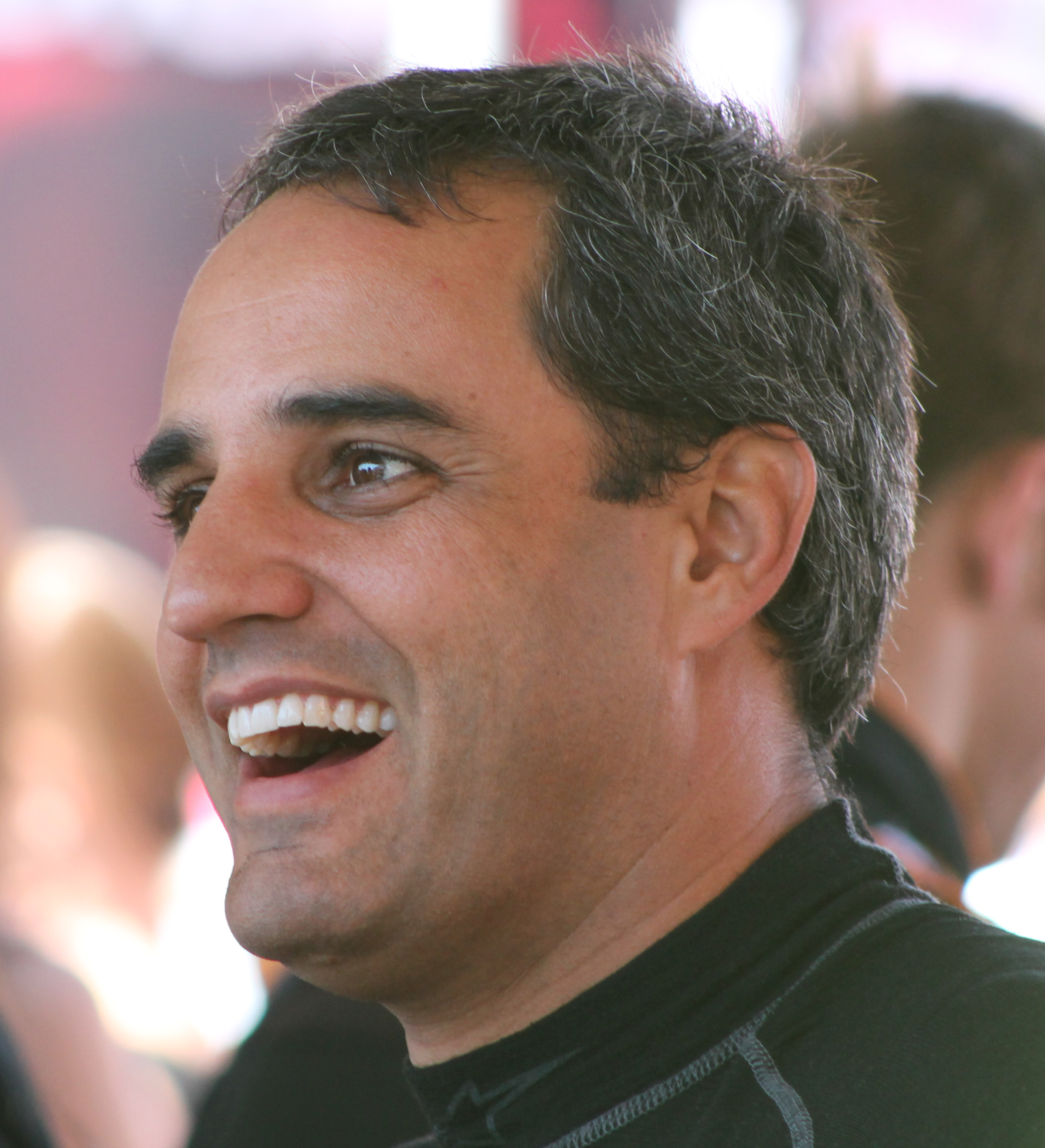
Juan Pablo Montoya

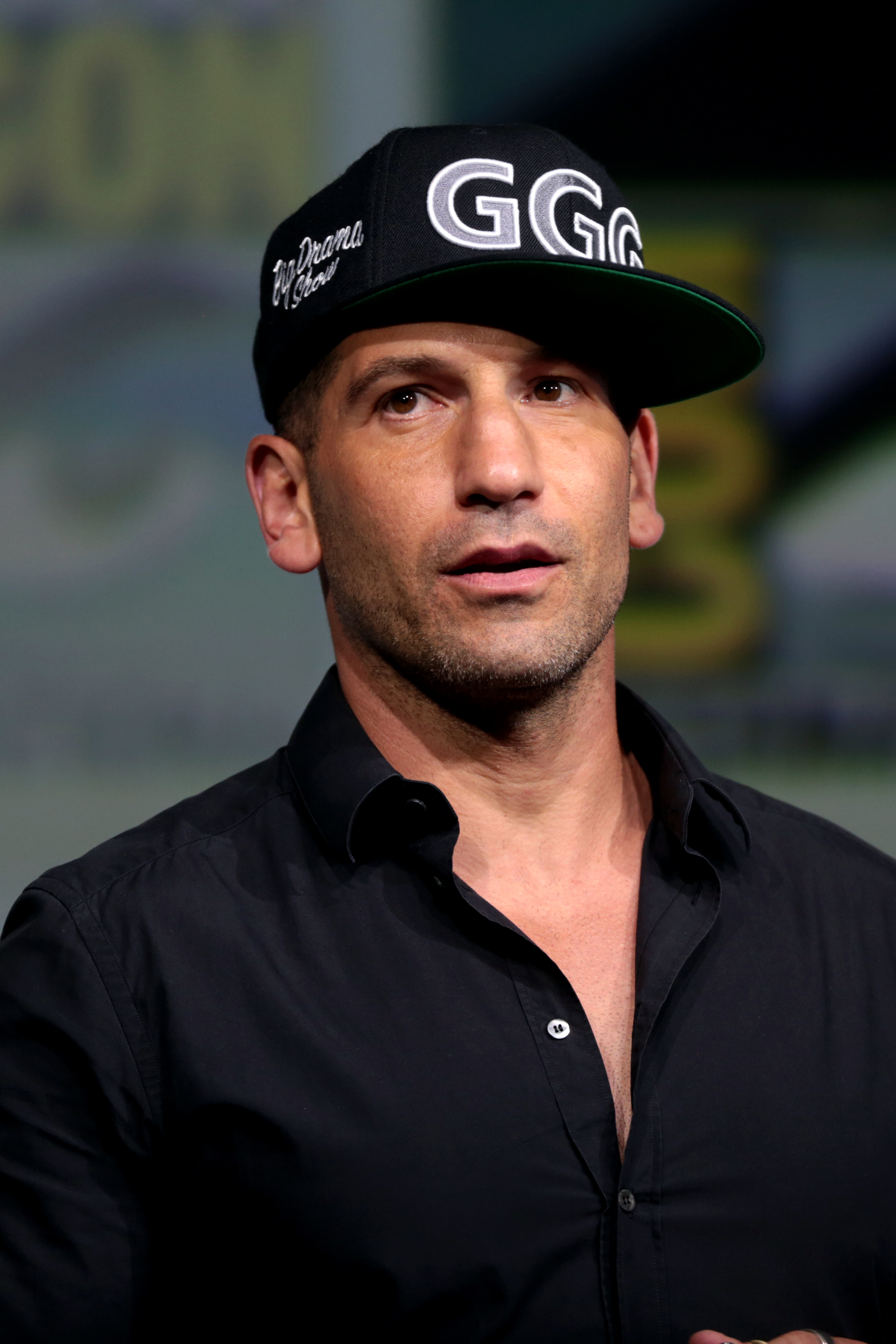
Jon Bernthal

### Anteriores ao século XIX
- 1161 — Takakura, imperador do Japão (m. 1181).
- 1486 — Artur, Príncipe de Gales (m. 1502).
- 1503 — Andrzej Frycz Modrzewski, escritor, teólogo e filósofo polonês (m. 1572).
- 1711 — Frederico Augusto I de Oldemburgo (m. 1785).
- 1722 — Marc-René de Voyer d'Argenson, militar francês (m. 1782).
- 1752 — Luísa de Stolberg-Gedern (m. 1824).
- 1758 — Jean Jacques Dessalines, militar e político haitiano (m. 1806).
- 1778 — Fabian Gottlieb Thaddeus von Bellingshausen, militar e explorador russo (m. 1852).
- 1789 — Jorge II, Príncipe de Waldeck e Pyrmont (m. 1845).

### Século XIX
- 1819 — Théodore Chassériau, pintor francês (m. 1856).
- 1820 — John Reynolds, militar estadunidense (m. 1863).
- 1821 — Auguste Pomel, geógrafo e paleontólogo francês (m. 1898).
- 1832 — Nicolau Guilherme de Nassau (m. 1905).
- 1833 — Ernesto Teodoro Moneta, político italiano (m. 1918).
- 1838 — Antônio Augusto Ribeiro de Almeida, jurista brasileiro (m. 1919).
- 1842 — James Dewar, químico e físico britânico (m. 1923).
- 1843 — Nicolau Alexandrovich, Czarevich da Rússia (m. 1865).
- 1848 — Friedrich Soennecken, inventor e empresário alemão (m. 1919).
- 1852 — Albuquerque Lins, político brasileiro (m. 1926).
- 1853 — Chulalongkorn, rei tailandês (m. 1910).
- 1859 — Cyriel Buysse, escritor belga (m. 1932).
- 1866 — Ferdinand Lot, historiador francês (m. 1952).
- 1872 — Maurice Gamelin, militar francês (m. 1958).
- 1874 — Carlos Dias Fernandes, jornalista, romancista, crítico, pedagogo, advogado e poeta brasileiro (m. 1942).
- 1878
  - Upton Sinclair, escritor estadunidense (m. 1968).
  - Francisco Lagos Cházaro, político mexicano (m. 1932).
- 1879 — Victor Sjöström, ator e cineasta sueco (m. 1960).
- 1882
  - Ossip Bernstein, enxadrista ucraniano (m. 1962).
  - Luis Pardo, militar chileno (m. 1935).
- 1885 — Éva Gauthier, mezzo-soprano canadense (m. 1958).
- 1886 — Cecília de Meclemburgo-Schwerin (m. 1954).
- 1888 — Karl Jäger, militar suíço (m. 1959).
- 1896
  - Eduardo Gomes, militar e político brasileiro (m. 1981).
  - Elliott Nugent, ator, dramaturgo, cineasta e roteirista estadunidense (m. 1980).
- 1897
  - Humberto Castelo Branco, militar e político brasileiro, 26.° presidente do Brasil (m. 1967).
  - Ernesto Dorneles, militar e político brasileiro (m. 1964).
  - Kermit Maynard, ator estadunidense (m. 1971).
- 1898 — Norman Z. McLeod, diretor, produtor, roteirista e cartunista estadunidense (m. 1964).
- 1899
  - Elliott Nugent, diretor, ator, roteirista e dramaturgo estadunidense (m. 1980).
  - Leo Strauss, filósofo teuto-americano (m. 1973).

### Século XX

#### 1901–1950
- 1903 — Alexandre Deulofeu, filósofo e político espanhol (m. 1978).
- 1905 — Walter Dick, futebolista britânico (m. 1989).
- 1907
  - Nicolaus von Below, militar alemão (m. 1983).
  - Antoine Pierre Khoraiche, cardeal francês (m. 1994).
- 1908 — Charles Holland, ciclista britânico (m. 1989).
- 1910 — Jacques Lebrun, velejador francês (m. 1996).
- 1911
  - Frank De Vol, maestro, compositor, arranjador e ator estadunidense (m. 1999).
  - Alfred Naujocks, militar alemão (m. 1966).
- 1913 — Sidney Dillon Ripley, ornitólogo e conservacionista norte-americano (m. 2001).
- 1914 — Marcel Kint, ciclista belga (m. 2002).
- 1917
  - Red Auerbach, treinador de basquete estadunidense (m. 2006).
  - Obdulio Varela, futebolista uruguaio (m. 1996).
  - Fernando Rey, ator espanhol (m. 1994).
  - Władysław Rubin, religioso polonês (m. 1990).
- 1918 — Horace Gould, automobilista britânico (m. 1968).
- 1921
  - Chico Hamilton, músico estadunidense (m. 2013).
  - Kurt Knispel, militar alemão (m. 1945).
- 1923
  - Stefan Bozhkov, futebolista e treinador de futebol búlgaro (m. 2014).
  - Evelyn McHale, escriturária norte-americana (m. 1947).
- 1925 — Ananda Mahidol, rei tailandês (m. 1946).
- 1926
  - Shohachi Ishii, lutador japonês (m. 1980).
  - Noémia de Sousa, poetisa, tradutora, jornalista e ativista política moçambicana (m. 2002).
- 1927 — John Dankworth, compositor e músico britânico (m. 2010).
- 1928
  - Alberto de Lacerda, poeta português (m. 2007).
  - Břetislav Dolejší, futebolista tcheco (m. 2010).
  - Gary Jennings, escritor estadunidense (m. 1999).
- 1929 — Anne Meara, atriz estadunidense (m. 2015).
- 1930 — Richard Montague, matemático e filósofo estadunidense (m. 1971).
- 1932 — Joseph Barboza, mafioso estadunidense (m. 1976).
- 1933
  - Zuza Homem de Mello, musicólogo e jornalista brasileiro (m. 2020).
  - Dennis Viollet, futebolista e treinador de futebol britânico (m. 1999).
- 1934
  - Sophia Loren, atriz italiana.
  - Carlos Kroeber, ator brasileiro (m. 1999).
  - Hamit Kaplan, lutador turco (m. 1976).
- 1935 — Orlando Peçanha, futebolista e treinador de futebol brasileiro (m. 2010).
- 1936 — Salvador Reyes, futebolista mexicano (m. 2012).
- 1937 — Monica Zetterlund, cantora e atriz sueca (m. 2005).
- 1939 — Norma Cappagli, modelo argentina (m. 2020).
- 1940
  - Taro Aso, político japonês.
  - Burhanuddin Rabbani, político afegão (m. 2011).
- 1941 — Dale Chihuly, escultor estadunidense.
- 1942 — Rose Francine Rogombé, política gabonesa (m. 2015).
- 1943 — Sani Abacha, político e militar nigeriano (m. 1998).
- 1944 — Ronaldo Ésper, estilista brasileiro.
- 1945
  - Paulo César Farias, político e empresário brasileiro (m. 1996).
  - Nicolas Dewalque, futebolista belga.
  - Gulnazar Keldi, poeta, jornalista e escritor tajique (m. 2020).
- 1947 — Billy Bang, compositor e músico de jazz norte-americano (m. 2011).
- 1948 — George R. R. Martin, escritor estadunidense.
- 1949
  - Carlos Babington, futebolista argentino.
  - Sabine Azéma, atriz francesa.
  - Miguel Ferreira Pereira, futebolista e treinador de futebol brasileiro.
  - Anthony Denison, ator norte-americano.

#### 1951–2000
- 1951 — Joanna Cameron, atriz estadunidense (m. 2021).
- 1952 — Manuel Zelaya, político hondurenho.
- 1953
  - Zélia Cardoso de Mello, economista brasileira.
  - Józef Młynarczyk, futebolista polonês.
  - Renato Curi, futebolista italiano (m. 1977).
- 1955
  - Cosme dos Santos, ator brasileiro.
  - Silvio Leonard, velocista cubano.
- 1956
  - Gary Cole, ator estadunidense.
  - Debbi Morgan, atriz estadunidense.
- 1957 — Michael Hurst, ator neozelandês.
- 1958
  - João Falcão, roteirista e compositor brasileiro.
  - Youssef Al-Suwayed, futebolista kuwaitiano.
  - Thomas Ohlsson, canoísta sueco.
  - Remigijus Valiulis, velocista lituano (m. 2023).
- 1959
  - Wander Wildner, cantor brasileiro.
  - José Milton Melgar, futebolista boliviano.
- 1960 — Márcio Rossini, futebolista brasileiro.
- 1961
  - Marina de Oliveira, cantora brasileira.
  - Erwin Koeman, futebolista e treinador de futebol neerlandês.
- 1963 — Néstor Mora, ciclista colombiano (m. 1995).
- 1964 — Maggie Cheung, atriz chinesa.
- 1965
  - Robert Rusler, ator estadunidense.
  - Poul-Erik Høyer Larsen, jogador de badminton dinamarquês.
- 1966
  - Nuno Bettencourt, músico português.
  - João Pedro Rodrigues, cineasta português.
- 1967
  - Craig Forrest, futebolista canadense.
  - Kristen Johnston, atriz estadunidense.
  - Andrey Teteryuk, ciclista cazaque.
- 1968
  - André Cruz, futebolista brasileiro.
  - Edi Rock, rapper brasileiro.
  - Nicola Siri, ator ítalo-brasileiro.
- 1969
  - Jayne, cantora brasileira.
  - Richard Witschge, futebolista neerlandês.
- 1970
  - Gert Verheyen, futebolista e treinador de futebol belga.
  - Élisabeth Moreno, política francesa.
- 1971
  - João Pedro Pais, músico e cantor português.
  - Henrik Larsson, futebolista e treinador de futebol sueco.
- 1972
  - Rodolfo Abrantes, músico brasileiro.
  - Godwin Okpara, futebolista nigeriano.
- 1973
  - Silvio Garay, futebolista paraguaio.
  - Andrei Kivilev, ciclista cazaque (m. 2003).
- 1974
  - Adriano Gerlin da Silva, futebolista brasileiro.
  - Karina Aznavourian, esgrimista russa.
- 1975
  - Asia Argento, atriz italiana.
  - Gilmelândia, cantora e apresentadora brasileira.
  - Juan Pablo Montoya, automobilista colombiano.
  - Moon Bloodgood, atriz estadunidense.
  - André Henning, jornalista e narrador esportivo brasileiro.
  - Hannibal Gaddafi, empresário e político líbio.
- 1976
  - Gléguer Zorzin, futebolista brasileiro.
  - Jon Bernthal, ator estadunidense.
- 1977
  - Namie Amuro, cantora japonesa.
  - Elkin Murillo, futebolista colombiano.
- 1978
  - André Bankoff, ator e modelo brasileiro.
  - Jason Bay, beisebolista canadense.
  - Charlie Weber, ator estadunidense.
- 1979 — Lars Jacobsen, futebolista dinamarquês.
- 1980
  - Guilherme Berenguer, ator e apresentador de televisão brasileiro.
  - Judith Schalansky, escritora alemã.
- 1981 — Feliciano López, tenista espanhol.
- 1982
  - Mathew Belcher, velejador australiano.
  - Inna Osypenko-Radomska, canoísta ucraniana.
- 1983
  - Gracyanne Barbosa, dançarina e modelo brasileira.
  - Carlos Lima, futebolista cabo-verdiano.
  - Dalia Contreras, taekwondista venezuelana.
  - Jessica Alonso, handebolista espanhola.
  - Jonathan Walters, futebolista irlandês.
- 1984
  - Brian Joubert, patinador artístico francês.
  - Thiago Camilo, automobilista brasileiro.
  - Ben Weekes, atleta paralímpico australiano.
- 1985
  - Abou Maiga, futebolista beninense.
  - Loubna Abidar, atriz marroquina.
  - Sarah Kaufman, lutadora canadense de artes marciais mistas.
  - Ronald Zubar, futebolista guadalupino.
- 1986
  - Cristian Ansaldi, futebolista argentino.
  - Aldis Hodge, ator estadunidense.
  - Pablo de Lucas, futebolista espanhol.
- 1987
  - Reza Ghoochannejhad, futebolista iraniano.
  - Deon McCaulay, futebolista belizenho.
  - Olga Savchuk, tenista ucraniana.
  - Hélder Pelembe, futebolista moçambicano.
  - Gain, cantora sul-coreana.
  - Alex Pullin, snowboarder australiano (m. 2020).
- 1988
  - Aura Andreea Munteanu, ginasta romena.
  - Fabrício Mafuta, futebolista angolano.
  - Khabib Nurmagomedov, lutador russo de artes marciais mistas.
  - Maurício dos Santos Nascimento, futebolista brasileiro.
- 1989
  - Edy Ganem, atriz estadunidense.
  - Malachi Kirby, ator britânico.
  - Madalena Félix, jogadora de basquete angolana.
  - Andrej Martin, tenista eslovaco.
  - Ethan Page, lutador profissional canadense.
- 1990
  - Waylon Francis, futebolista costarriquenho.
  - Jonas Nay, ator e músico alemão.
- 1991
  - Génesis Carmona, modelo venezuelana (m. 2014).
  - Omar Abdulrahman, futebolista emiratense.
  - Spencer Locke, atriz estadunidense.
  - Marlen Reusser, ciclista suíça.
- 1993
  - Arianne Botelho, atriz brasileira.
  - Julian Draxler, futebolista alemão.
  - Svetlana Kolesnichenko, atleta de nado sincronizado russa.
- 1994 — Giovanni González, futebolista uruguaio.
- 1995
  - Alejandro Grimaldo, futebolista espanhol.
  - Sammi Hanratty, atriz estadunidense.
  - Rob Holding, futebolista britânico.
  - Jonas Abrahamsen, ciclista norueguês.
- 1996 — Marlos Moreno, futebolista colombiano.
- 1997 — Itamar Einhorn, ciclista israelense.
- 1998 — Khairul Idham Pawi, motociclista malaio.
- 1999 — Giuliano Alesi, automobilista francês.

### Século XXI
- 2001
  - Julia Pereira de Sousa-Mabileau, snowboarder francesa.
  - Johnny Cardoso, futebolista norte-americano.
- 2002 — Gabriel LaBelle, ator canadense.
- 2003 — Thomas Matthew Crooks, criminoso norte-americano (m. 2024).
- 2004 — Stephanie Balduccini, nadadora brasileira.

## Mortes

### Anteriores ao século XIX
- 1384 — Luís I, Duque de Anjou (n. 1339).
- 1532 — Jaime I, Duque de Bragança (n. 1479).
- 1571 — Guilhermina de Sarbruque, condessa de Braine (n. 1492).

### Século XIX
- 1804 — Pierre Méchain, astrônomo e geógrafo francês (n. 1744).
- 1807 — Vitória de Rohan, princesa de Guéméné (n. 1743).
- 1819 — Abade Faria, cientista luso-goês (n. 1746).
- 1821 — Chaguinhas, cabo militar luso-brasileiro (n. ?).
- 1863 — Jacob Grimm, contista alemão (n. 1785).

### Século XX
- 1945 — Augusto Tasso Fragoso, político brasileiro (n. 1869).
- 1957 — Jean Sibelius, compositor finlandês (n. 1865).
- 1973 — Jim Croce, compositor e cantor americano (n. 1943).
- 1975 — Saint-John Perse, poeta e diplomata francês (n. 1887).
- 1989 — Richie Ginther, automobilista estadunidense (n. 1930).
- 1994 — Jule Styne, compositor britânico (n. 1905).
- 1996 — Paul Erdős, matemático húngaro (n. 1913).
- 2000 — Gherman Titov, cosmonauta russo (n. 1935).

### Século XXI
- 2001 — Marcos Pérez Jiménez, político e militar venezuelano (n. 1914).
- 2005 — Simon Wiesenthal, arquiteto austríaco (n. 1908).
- 2007 — Pedro Alpiarça, ator português (n. 1958).

## Feriados e eventos cíclicos

### Brasil
- Aniversário do município de Itapeva, São Paulo
- Aniversário do município de Pará de Minas, Minas Gerais
- Dia do Gaúcho
- Foi instituído como Dia Nacional dos Desbravadores pela LEI Nº 14.665, de 4 de setembro de 2023.

### Cristianismo
- André Kim Taegon
- Eustáquio de Roma
- Papa Agapito I

## Outros calendários
- No calendário romano era o 12.º dia (XII) antes das calendas de outubro.
- No calendário litúrgico tem a letra dominical D para o dia da semana.
- No calendário gregoriano a epacta do dia é iv.